# Charlie Baillie
Charles William Kennett „Charlie“ Baillie (* 4. September 1902 in Edinburgh; † 5. Oktober 1987 ebenda) war ein britischer Schwimmer.

## Karriere
Baillie begann seine kompetitive Karriere bei den schottischen Meisterschaften im Jahr 1921. Dort gewann er die Titel über 50 Yards und 100 Yards Freistil – diese Titel gewann er bis 1927 jedes Jahr. 1922 errang er Silber über 100 Yards Freistil bei den ASA Championships. Im Jahr 1924 nahm der Brite an den Olympischen Spielen in Paris teil. Hier scheiterte er im Wettbewerb über 100 m Freistil als Vierter seines Vorlaufs an der Halbfinalqualifikation. 1927 gewann er über 100 Yards Freistil seinen einzigen Titel der ASA Championships. Bei selbigem Wettbewerb folgten Bronze über 200 Yards Freistil im Jahr 1928, sowie Bronzemedaillen über 100 Yards Freistil in den Jahren 1928, 1930 und 1931. 1936 nahm er mit der Mannschaft von Oldham Police am Finale der englischen Wasserballmeisterschaft teil, verlor dieses aber mit 0:5.